# Maksiproces

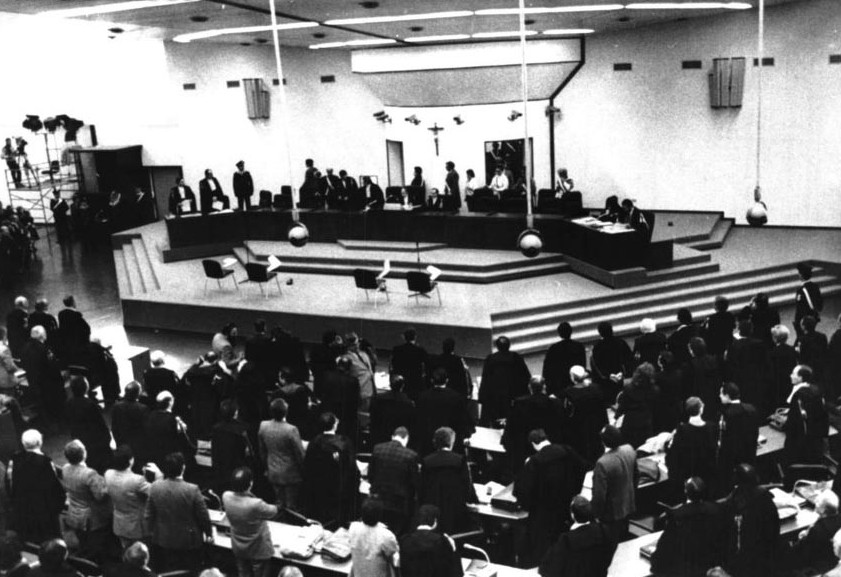
Bunkier w więzieniu Ucciardon w Palermo podczas procesu mafii

Maksiproces (z wł. Maxiprocesso) – największy proces sądowy w dziejach włoskiego wymiaru sprawiedliwości wymierzony przeciwko mafii sycylijskiej.
Proces rozpoczął się 10 lutego 1986 roku w Palermo w specjalnie przygotowanym bunkrze w więzieniu Ucciardone. Sala sądowa mieściła trzydzieści stalowych klatek, w których siedzieli oskarżeni.
Akt oskarżenia – przygotowany przez pięciu sędziów śledczych (m.in. Giovanni Falcone) ze specjalnego sztabu antymafijnego – obejmował 8607 stron oraz ćwierć miliona stron materiałów dowodowych. Określał on mafię jako „organizację o sztywnej hierarchicznej strukturze, z centrum w Palermo i charakteryzującą się istotną jednością (unicita) mimo okresowych kryzysów”.
Na ławie oskarżonych zasiadło 464 mafiosów (ponad stu sądzonych zaocznie), których oskarżono m.in. o liczne zabójstwa, międzynarodowy handel narkotykami, porwania i wymuszenia. Broniło ich dwustu adwokatów.
Około pięćdziesięciu prawników reprezentowało drugą stronę – rodziny zamordowanych i miasto Palermo (cały rejon sycylijski). Funkcję przewodniczącego trybunału pełnił Alfonso Giordano (wcześniej siedmiu sędziów odmówiło przyjęcia tego stanowiska).
Postawione zarzuty obejmowały okres 1975 – 1985. W trakcie procesu odsłonięto kulisy działania mafii sycylijskiej w ogólnoświatowym handlu heroiną (w ramach Palermo Connection); w ciągu tej dekady – co zostało ujawnione w tym procesie – mafia wykorzystując bierność wymiaru sprawiedliwości i organów ścigania z łatwością stała się światowym przestępczym konsorcjum.

## Oskarżeni
Na ławie oskarżonych stanęli najważniejsi sycylijscy mafiosi (m.in.):
- Michele Greco – szef Cupoli (ps. „Papież”);
- Leonardo Greco – szef klanu Bagherii;
- Antonio Salamone z São Paulo;
- Giuseppe i Alfredo Bono (bracia);
- Pippo Calo ambasador mafii w Rzymie;
- Giuseppe Fidanzati (ambasador Sycylijczyków przy neapolitańskiej Camorry);
- Gerlando Alberti (nadzorował rafinerie heroinowe w Palermo);
- Luciano Leggio – odsiadywał wyrok dożywocia za zabójstwo swojego szefa Michele Navarry w 1958 roku; w procesie oskarżony był o zlecenie zabójstwa sędziego Cesare Terranovy (25 września 1979 r.)

Sądzeni zaocznie byli (m.in.):
- Salvatore Riina;
- Bernardo Provenzano.

Ww. główni oskarżeni w Maksiprocesie odpowiadali za wydanie rozkazów zabicia m.in. (chronologicznie):
- Boris Giuliano – 21 lipca 1979 r. – szef Squadra Mobile z Palermo;
- Cesare Terranova – 25 września 1979 r. – sędzia;
- Pio La Torre – 30 kwietnia 1982 r. – polityk Partii Komunistycznej;
- Carlo Alberto Dalla Chiesa – 3 września 1982 r. – prefekt Palermo;
- GianGiacomo Ciaccio Montalto – 25 stycznia 1983 r. – sędzia;
- Rocco Chinnici – 29 lipca 1983 r. – sędzia;
- Antonino Cassarà – 6 sierpnia 1985 r. – zastępca szefa Squadra Mobile.

## Rozwój potęgi mafii
Mafia sycylijska złapała tzw. „drugi oddech” po zakończeniu II wojny światowej. Wcześniej w latach 1927-1929 na Sycylii odbyły się trzy wielkie procesy. Do więzień trafiło wielu gangsterów, konfiskowano ich majątki. Wydawało się, że polityka Benito Mussoliniego realizowana przez „Żelaznego Prefekta” Cesare Moriego doprowadziła do poważnego osłabienia mafii. Nic bardziej mylnego.
W następnych latach powojennych kolejnie bossowie mafijni (m.in. Don Calogero Vizzini, Don Giuseppe Genco Russo, Michele Navarra, Luciano Leggio itp.) – przy cichej współpracy z Partią Chrześcijańsko – Demokratyczną – stopniowo opanowywali całą Sycylię.
Nie zawahali się wywołać wewnętrznych wojen mafijnych i przy okazji rzucić wyzwanie państwu włoskiemu (pierwsza wojna klanów i wielka wojna klanów).
Działalność (współpraca) mafii sycylijskiej z mafii amerykańskiej została ustalona podczas słynnego Szczytu w Palermo. To tu ustalono, że Sycylijczycy mają jako jedyni wyłączność na handel heroiną w Stanach Zjednoczonych. Od tego momentu mafia na poważnie weszła w handel heroiną (w ramach French Connection – współpraca z mafią korsykańską).
Nawiązali współpracę z mafią turecką (Babas). Swoje wpływy rozszerzyli na oba kontynenty amerykańskie, Azję – Bliski Wschód, Daleki Wschód i Południowo – Wschodnią oraz Europę. Przestępcze interesy robili z Camorrą i kalabryjską ’Ndranghetą.
Brutalna i bezwzględna Wielka Wojna Klanów doprowadziła do podjęcia przez władze włoskie zdecydowanej kampanii antymafijnej (mafię potępiał papież Jan Paweł II). Przyjęto Ustawę La Torre; minister spraw wewnętrznych Virginio Rognoni kontynuował dzieło La Torre po jego śmierci.
Efektem tej kampanii był właśnie Maksiproces.

## Pentiti
Na przebieg procesu (odkrycie największych i najskrytszych tajemnic mafii) miały zeznania „skruszonych” mafiosów (pentiti), którzy złamali zasadę omerty. Wśród nich należy wymienić:
- Tommaso Buscetta (ur. 13 lipca 1928 r. w Palermo, zm. 2 kwietnia 2000 r.), od 1945 roku członek klanu Porta Nuvoa. W 1959 r. złapany podczas przeładunku przemycanych czterech ton chesterfield’ów. W 1963 roku skazany zaocznie (in absentia) na 14 lat pozbawienia wolności za morderstwo dwóch osób w 1960 r. – obciążające zeznania złożył naoczny świadek. Przez wiele lat współpracował z Lucky Luciano od czasu gdy ten 9 lutego 1946 r. przybył do Genui w ramach deportacji.

To za jego osobą Luciano zaproponował utworzenie sycylijskiej komisji mafijnej (CUPOLA) na wzór Komisji Syndykatu. Buscetta był uczestnikiem Szczytu w Palermo.
Aresztowany w 1983 r. w Brazylii w São Paulo wraz z innymi 11 osobami w wyniku szeroko zakrojonej akcji policyjnej wymierzonej w handlarzy narkotyków. Rok później został przetransportowany do Włoch.
W trakcie Maksiprocesu (pojawił się w przyciemnionych okularach, po przebytej operacji plastycznej twarzy) zeznawał przez tydzień. Odsłonił kulisy działalności mafii sycylijskiej od lat 50.; wymienił zabójców mordujących na polecenia Leggio w trakcie wielkiej wojny klanów, opisał kulisy światowego handlu heroiną.
Złożył zeznania w toczącym się równocześnie w Procesie Pizza Connection (z ang. Pizza Connection Trial) w Stanach Zjednoczonych (24 października 1985 – 2 marca 1987), dzięki temu objęty był Federalnym Programem Ochrony Świadków w skrócie FPOŚ (z ang. Witness Protection Program).
Corleonesi w trakcie Wielkiej Wojny Klanów zabili mu dwóch synów i pięciu krewnych.
- Salvatore Contorno (ur. 28 maja 1946 r.) był zabójcą na usługach Stefano Bontate (zginął 23 kwietnia 1981 r. w trakcie Wielkiej Wojny Klanów) i handlarzem narkotyków. Podczas Maksiprocesu wyjawił nazwiska ponad 150 mafiosów, omówił współpracę z mafią turecką i Camorrą. Wskazał miejsca wielu heroinowych rafinerii na Sycylii (m.in. La Favarella na terenie posiadłości Michela Greco w Ciaculli). Objęty FPOŚ.

Oprócz skruszonych mafiosów i oskarżonych zeznania złożyło 1337 świadków. Wielu z nich zmieniało zeznania lub po prostu kłamało.
Jednym ze świadków zeznającym podczas procesu był Vincenzo Sinagra (określany jako manovale – w języku mafii niskoopłacany posługacz. Na polecenie szefów miał udawać chorego umysłowo, aby można było łatwiej podważyć jego zeznania). W trakcie zeznań (15 – 19 czerwca 1986 r.) opisał m.in. okrucieństwa jakich mafia dopuszczała się w Komorze Śmierci przy Piazza Sant'Erasmo w Palermo (sam brał w nich udział. To w niej torturowano, mordowano i ćwiartowano przeciwników mafii).

## Zakończenie procesu
17 kwietnia 1987 r. w końcowej mowie oskarżycielskiej prokuratorzy Giuseppe Maria Ayala
i Domenico Signorino (popełnił samobójstwo 3 grudnia 1992 r.) przedstawili mafię sycylijską jako „państwo w państwie, swoiste antypaństwo, z własnym rządem, armią, terytorium, rytuałami, kodeksem moralnym i porządkiem prawnym”.

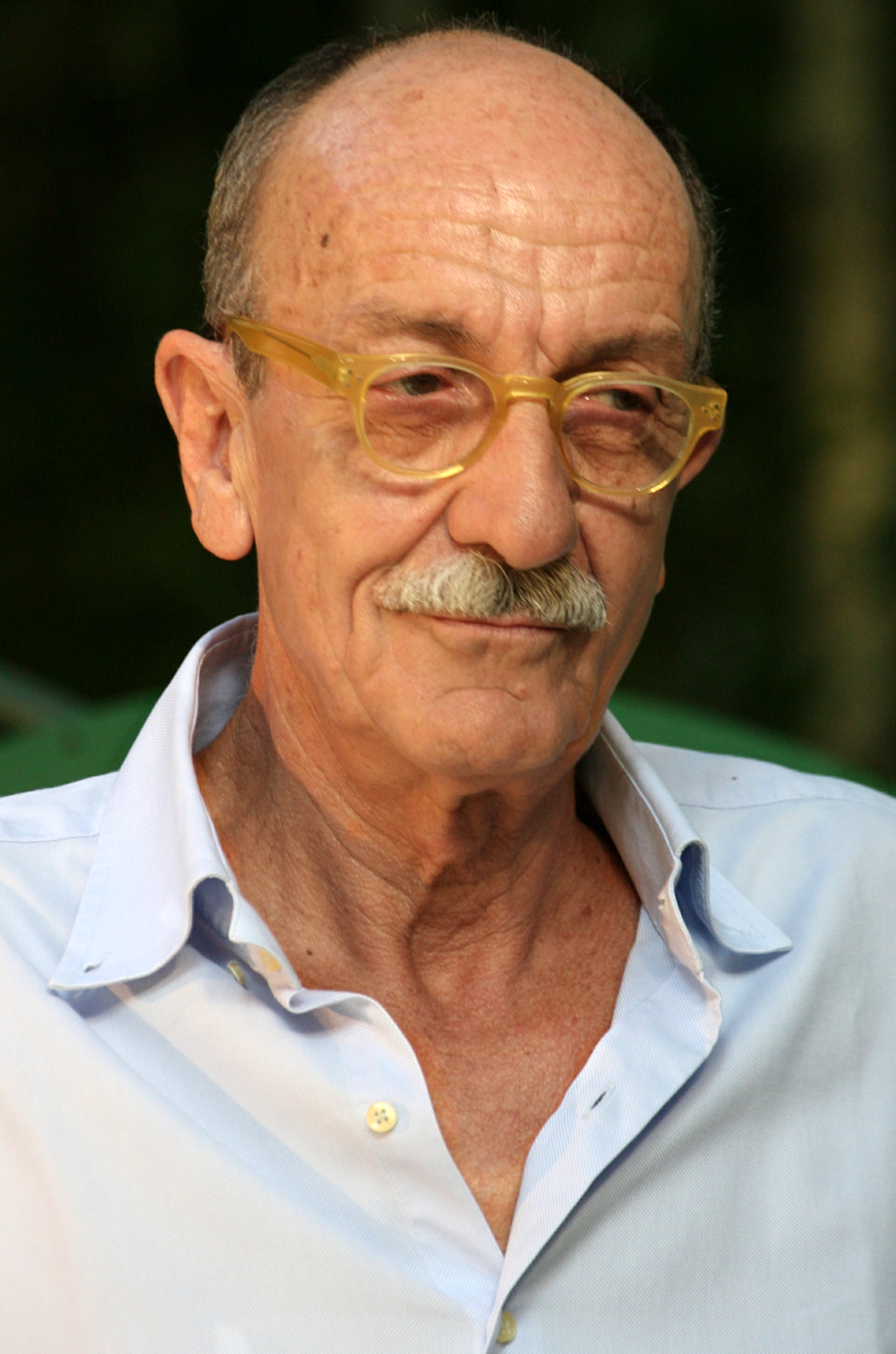
Giuseppe Ayala

Maksiproces zakończył się 16 grudnia 1987 r. Skazano łącznie 362 gangsterów (m.in. Michele Greco, Giuseppe Marchese), w tym ponad stu zaocznie (in absentia) – Salvatore Riina, Bernardo Provenzano i Giuseppe Lucchese (brał udział w zabójstwie prefekta Carlo Alberto Dalla Chiesy).
Proces ujawnił skalę ekspansji mafii. Odkryto kanały (szlaki) przemytnicze – od Sycylii do Cieśniny Mesyńskiej, przez Kalabrię do Neapolu, Rzymu i na północ Włoch, a także z Turcji, Bułgarii i Złotego Trójkąta.

## Wydarzenia po Maksiprocesie
Wydawało się, że proces zadał śmiertelne ciosy mafii. Najważniejsi bossowie byli za kratkami. Dodatkowo na początku grudnia 1988 roku, specjalnie przeszkoleni włoscy i amerykańscy policjanci przeprowadzili wspólną i zsynchronizowaną operację pod kryptonimem „Żelazna Wieża” (z ang. Iron Tower), w wyniku której aresztowano ponad 130 handlarzy heroiną – w różnych regionach Włoch – oraz kolejnych siedemdziesięciu pięciu w USA (New Jersey, Pensylwania, Kalifornia, Floryda i w Brooklynie).
W 1988 r. we Włoszech doszło do przechwycenia ponad pół tony heroiny. Na ulicach zaczęli ginąć ludzie (w pierwszej połowie 1989 r. z rąk Sycylijczyków, Neapolitańczyków i Kalabryjczyków zginęło ponad 400 osób).
Dwa lata po zakończeniu procesu już tylko 60 skazanych znajdowało się w więzieniu. Maksiproces w Palermo został poddany prawnej procedurze. Na podstawie ustaw parlamentarnych z 1984 r. (m.in. zakładała ona limity czasowe w oczekiwaniu na proces) i z 1986 r. (m.in. ulgi dla wzorowych skazanych) oraz wykorzystując kruczki (luki) prawne większość skazanych (m.in. Giuseppe i Alfredo Bono) cieszyła się z wolności.
Sędziowie Giovanni Falcone i Paolo Borsellino za swoją nieustępliwą postawę i bezpardonową walkę z mafią zapłacili najwyższą cenę. Zginęli w zamachach na swoje życie w 1992. (w odstępie niecałych dwóch miesięcy).
Podejrzewany o kontakty z mafią były burmistrz Palermo Salvo Lima został zastrzelony w tym samym roku (12 marca).